# Xanadu Records
Xanadu Records foi uma gravadora de música jazz especializada em bebop ao longo da década de 1970 e 1980, fundada por Don Schlitten, gravação e emissão de alguns nomes lendários da música jazz.

## Discografia
| #   | Líder                        | Álbum                                       |
| --- | ---------------------------- | ------------------------------------------- |
| 101 | Allyn, David                 | Don't Look Back                             |
| 102 | Powell, Bud                  | Bud in Paris                                |
| 103 | Noto, Sam                    | Entrance!                                   |
| 104 | Chambers, Paul/Hampton Hawes | East/West Controversy, The                  |
| 105 | Criss, Sonny                 | Saturday Morning                            |
| 106 | Hines, Earl & Roy Eldridge   | At The Village Vanguard                     |
| 107 | Guy, Joe & Hot Lips Page     | Trumpet Battle At Minton's                  |
| 108 | Pepper, Art                  | The Early Show                              |
| 109 | Farlow, Tal                  | Fuerst Set                                  |
| 110 | Cohn, Al                     | Play It Now                                 |
| 111 | Hawkins, Coleman             | Thanks For The Memory                       |
| 112 | Guy, Joe & Billie Holiday    | Harlem Odyssey                              |
| 113 | Harris, Barry                | Barry Harris Plays Tadd Dameron             |
| 114 | Bishop, Walter Jr.           | Bish Bash                                   |
| 115 | McPherson, Charles           | Beautiful!                                  |
| 116 | Raney, Jimmy                 | The Influence                               |
| 117 | Pepper, Art                  | Late Show, The                              |
| 118 | Heath, Jimmy                 | Picture of Heath                            |
| 119 | Farlow, Tal                  | Second Set                                  |
| 120 | Vários artistas              | Bebop Revisited 1                           |
| 121 | Clark, Sonny                 | Memorial Album                              |
| 122 | Vários artistas              | International Jam Sessions                  |
| 123 | Vários artistas              | Sweets, Lips & Lots Of Jazz                 |
| 124 | Vários artistas              | Bebop Revisited 2                           |
| 125 | Dorham, Kenny                | The Kenny Dorham Memorial Album             |
| 126 | Monterose, J. R.             | Straight Ahead                              |
| 127 | Noto, Sam                    | Act One                                     |
| 128 | Tucker, Mickey               | Triplicity                                  |
| 129 | Jones, Sam                   | Cello Again                                 |
| 130 | Harris, Barry                | Live in Tokyo 4/12, 14/76                   |
| 131 | McPherson, Charles           | Live in Tokyo                               |
| 132 | Raney, Jimmy                 | Live in Tokyo                               |
| 133 | Most, Sam                    | Mostly Flute                                |
| 134 | Edwards, Teddy               | Inimitable Teddy Edwards, The               |
| 135 | Cuber, Ronnie                | Cuber Libre!                                |
| 136 | Cohn, Al & Dexter Gordon     | True Blue                                   |
| 137 | Cohn, Al & Dexter Gordon     | Silver Blue                                 |
| 138 | Cohn, Al                     | Al Cohn's America                           |
| 139 | Coker, Dolo                  | Dolo!                                       |
| 140 | Raney, Jimmy                 | Solo                                        |
| 141 | Most, Sam                    | Flute Flight                                |
| 142 | Coker, Dolo                  | California Hard                             |
| 143 | Tucker, Mickey               | Sojourn                                     |
| 144 | Noto, Sam                    | Notes To You                                |
| 145 | Cohn, Al & Jimmy Rowles      | Heavy Love                                  |
| 146 | Gray, Wardell                | Live In Hollywood                           |
| 147 | Coleman, Earl                | Song For You, A                             |
| 148 | Pepper, Art & Shorty Rogers  | Popo                                        |
| 149 | McPherson, Charles           | New Horizons                                |
| 150 | Jones, Sam                   | Changes & Things                            |
| 151 | Marsh, Warne                 | Live In Hollywood                           |
| 152 | Butler, Frank                | The Stepper                                 |
| 153 | Coker, Dolo                  | Third Down                                  |
| 154 | Harris, Barry                | Barry Harris Plays Barry Harris             |
| 155 | Dunbar, Ted                  | Opening Remarks                             |
| 156 | Cuber, Ronnie                | The Eleventh Day of Aquarius                |
| 157 | Rowles, Jimmy                | We Could Make Such Beautiful Music Together |
| 158 | Mitchell, Billy              | The Colossus of Detroit                     |
| 159 | Berg, Bob                    | New Birth                                   |
| 160 | Most, Sam                    | From The Attic Of My Mind                   |
| 161 | Hawes, Hampton               | Memorial Album                              |
| 162 | Vários artistas              | Xanadu At Montreux '78 1                    |
| 163 | Vários artistas              | Xanadu At Montreux '78 2                    |
| 164 | Vários artistas              | Xanadu At Montreux '78 3                    |
| 165 | Vários artistas              | Xanadu At Montreux '78 4                    |
| 166 | Drew, Kenny                  | Home Is Where the Soul Is                   |
| 167 | Drew, Kenny                  | For Sure!                                   |
| 168 | Noto, Sam                    | Noto-riety                                  |
| 169 | Butler, Frank                | Wheelin' and Dealin'                        |
| 170 | McPherson, Charles           | Free Bop!                                   |
| 171 | Vários artistas              | Piano Players, The                          |
| 172 | Fruscella, Tony              | Bebop Revisited 3                           |
| 173 | Most, Sam & Joe Farrell      | Flute Talk                                  |
| 174 | Farrell, Joe                 | Skateboard Park                             |
| 175 | Coleman, Earl                | There's Something About An Old Love         |
| 176 | Sprague, Peter               | Dance Of The Universe                       |
| 177 | Harris, Barry                | Tokyo 1976 4/1,12,14/76                     |
| 178 | Coker, Dolo                  | All Alone                                   |
| 179 | Cohn, Al                     | No Problem                                  |
| 180 | Cohn, Al & Billy Mitchell    | Xanadu in Africa                            |
| 181 | Dunbar, Ted                  | Secundum Artem                              |
| 182 | Mitchell, Billy              | De Lawd's Blues                             |
| 183 | Sprague, Peter               | Path, The                                   |
| 184 | Sprague, Peter               | Bird Raga                                   |
| 185 | Cohn, Al                     | Night Flight to Dakar                       |
| 186 | Eldridge, Roy                | At Jerry Newman's                           |
| 187 | Mover, Bob                   | In The True Tradition                       |
| 188 | Barron, Kenny                | At The Piano                                |
| 189 | Hawkins, Coleman             | Dutch Treat                                 |
| 190 | Auld, Georgie                | Homage                                      |
| 191 | Harris, Bill                 | Memorial Album                              |
| 192 | Russell, Pee Wee             | Over The Rainbow                            |
| 193 | Sprague, Peter               | Message Sent On The Wind, The               |
| 194 | Mover, Bob                   | Things Unseen!                              |
| 195 | Hawkins, Coleman             | Jazz Tones                                  |
| 196 | Dunbar, Ted                  | Jazz Guitarist                              |
| 197 | Green, Bennie/James Moody    | Bebop Revisited 4                           |
| 198 | Kelly, Wynton                | Blues on Purpose                            |
| 199 | Norvo, Red                   | Time In His Hands                           |
| 200 | Criss, Sonny                 | Memorial Album                              |
| 201 | Vários artistas              | Anniversary                                 |
| 202 | Monk, Thelonious             | Live At The Village Gate                    |
| 203 | Hines, Earl                  | 57 Varieties                                |
| 204 | Thompson, Lucky              | Brown Rose                                  |
| 205 | Vários artistas              | Bebop Revisited 5                           |
| 206 | Haig, Al                     | Live In Hollywood                           |
| 207 | Eckstine, Billy              | I Want To Talk About You                    |
| 208 | Vários artistas              | Bebop Revisited 6                           |
| 209 | Raney, Jimmy & Sonny Clark   | Together                                    |
| 210 | Gibbs, Terry                 | Bopstacle Course                            |
| 211 |                              |                                             |
| 212 |                              |                                             |
| 213 | Harris, Barry                | The Bird of Red and Gold                    |